# Верден (Илиноис)
Верден (енгл. Virden) град је у америчкој савезној држави Илиноис. По попису становништва из 2010. у њему је живело 3.425 становника.

## Демографија
Према попису становништва из 2010. у граду је живело 3.425 становника, што је 63 (1,8%) становника мање него 2000. године.
| Група             | 2000.         | 2010.         |
| Белци             | 3.433 (98,4%) | 3.351 (97,8%) |
| Афроамериканци    | 11 (0,3%)     | 5 (0,1%)      |
| Азијати           | 3 (0,1%)      | 19 (0,6%)     |
| Хиспаноамериканци | 16 (0,5%)     | 27 (0,8%)     |
| Укупно            | 3.488         | 3.425         |